# Bigge (Fluss)
Die Bigge ist ein mindestens 44,5 km langer, südlicher und orographisch linker Zufluss der Lenne im nordrhein-westfälischen Kreis Olpe und im rheinland-pfälzischen Landkreis Altenkirchen (Deutschland). Die Bigge entwässert ein Einzugsgebiet von 369,133 km², was knapp 27,3 % dessen der Lenne insgesamt entspricht, und ist ihr mit Abstand längster und wasserreichster Nebenfluss.

## Name
Der Fluss wird 1490 als in der Beycken erstmals schriftlich genannt. Der Name leitet sich von altsächsisch *beki, beke für 'Bach' ab.

## Geographische Lage

### Verlauf

#### Quelle
Die Bigge entspringt auf der Oberbigge-Hochfläche, der südlichsten Teileinheit des Südsauerländer Berglands, im Westen des Naturparks Sauerland-Rothaargebirge. Ihre Quelle, die Biggequelle, liegt im Kreis Olpe nahe dem südöstlichen Ortsrand von Römershagen, einem Ortsteil im Süden der Gemeinde Wenden – 120 m nördlich der Landesgrenze von Nordrhein-Westfalen und Rheinland-Pfalz. Sie befindet sich auf etwa 428 m ü. NHN auf der Westflanke einer 447,3 m hohen Erhebung.

#### Oberlauf
Nach Durchfließen von Römershagen fließt die Bigge auf etwa 2,8 Flusskilometer Länge außerhalb des Naturparks im rheinland-pfälzischen Landkreis Altenkirchen – nahe dem etwas abseits des Flusses liegenden, ehemaligen Bahnhof Wildenburg der stillgelegten Bahnstrecke Finnentrop–Freudenberg (Biggetalbahn) – durch das Gemeindegebiet von Friesenhagen. Dabei passiert sie unter anderem den Biggerberg (Bigger Berg; 421,4 m).
Dann erreicht die Bigge knapp 1 km südsüdöstlich des nicht von ihr durchflossenen Heid (zu Wenden) wieder den westfälischen Kreis Olpe, um fortan, wieder im Naturpark, in überwiegend nördlicher Richtung zu verlaufen.
Danach durchfließt oder passiert die Bigge weitere Wendener Gemeindeteile: Rothemühle, wo die Großmicke einmündet, Vahlberg, Brün und Wendenerhütte. Dann kreuzt sie die A 45. Direkt anschließend verläuft sie durch Wenden-Gerlingen, wo, von Osten kommend, die Wende und die Elbe einmünden. Gleich danach unterquert sie die A 4. Bis hierhin entwässert der Fluss in seinem Oberlauf die Gesamtfläche der Gemeinde Wenden. Ab der Mündung der Elbe geht die Oberbigge-Hochfläche naturräumlich in die Südsauerländer Rothaarvorhöhen über. 

#### Mittellauf
Nachdem in etwa die Gemarkungsfläche Olpes erreicht ist, knickt die zuvor in nordöstlicher Richtung fließende Bigge nach Norden ab. Hiernach durchfließt oder passiert der Fluss mehrere Stadtteile von Olpe; bei Saßmicke ist er zweimal von der A 45 überbrückt. Daraufhin folgen Friedrichsthal und Dahl. Zwischen Rüblinghausen und Dahl geht das Biggetal von den Südsauerländer Rothaarvorhöhen in das Mittelbiggebergland über.  So wird später die Olper Kernstadt erreicht, wo der von Osten heranfließende Fluss Olpe einmündet, der in der Kernstadt vom Bach Günse gespeist wird.
Unterhalb Olpes durchfließt die Bigge den von einem gemeinsamen Abschnitt der Bundesstraßen 54 und 55 überbrückten Stausee Biggesee, in den gleich zu Beginn die aus Richtung Südwesten kommende Brachtpe einmündet und an dem beispielsweise Eichhagen und Sondern liegen. In Sondern befindet sich der einzige Seebahnhof Nordrhein-Westfalens.

#### Unterlauf
Etwas nördlich Sonderns mündet von Westen die aus der direkt angrenzenden Listertalsperre kommende Lister in die Bigge ein. Direkt unterhalb des Biggeseestaudamms, der etwa 2 km südwestlich der Attendorner Innenstadt steht, nimmt die Bigge die von Westen heran fließende Ihne auf. Dabei tritt die Bigge von dem Mittelbiggebergland in die Sauerländer Senken ein und behält den Naturraum bis zur Mündung in die Lenne.  Nach Durchfließen von Attendorn verläuft sie durch den kleinen Ahauser Stausee, in den die von Nordwesten kommende Milstenau einfließt. Unterhalb des Pegels Ahausen nahe dem Schloss Ahausen passiert die Bigge Heggen, einen südwestlichen Gemeindeteil von Finnentrop, und danach Illeschlade im Westen und Altfinnentrop im Osten, die beide auch zu Finnentrop gehören.

#### Mündung
Kurz darauf mündet die Bigge östlich der Landesstraße 539, dort Attendorner Straße genannt, auf rund 232 m Höhe in den bis dorthin 55,4 km langen und dort etwa von Südosten heran fließenden Ruhr-Zufluss Lenne. Ihrer Mündung nordöstlich gegenüber liegt der Finnentroper Kernort.

## Einzugsgebiet und Hydrologie

### Größe und benachbarte Einzugsgebiete
Das 369,13 km² große Einzugsgebiet der Bigge wird über Lenne, Ruhr und Rhein in die Nordsee entwässert.
Dabei grenzt das Einzugsgebiet der Bigge im Uhrzeigersinn an das der Repe, Veischede und Hundem (östlich), an das der Ferndorf, Alche und Asdorf (südöstlich) sowie  an das des Wisserbachs (südlich). Über das Ebbegebirge grenzt das Einzugsgebiet der Bigge an die von Agger (südwestlich), Volme und Verse (westlich) sowie Else (nordwestlich). Während Ferndorfbach, Alche, Asdorf, Wisserbach und Agger zum Einzugsgebiet der Sieg gehören, gehören die restlichen Flüsse ebenfalls zum Einzugsgebiet der Ruhr.

### Einwohner
Zu den Siedlungen des Kreises Olpe, die zum Einzugsgebiet der Bigge gehören, zählen die rund 19.000 Einwohner große Gemeinde Wenden und die fast 12.000 Einwohner große Stadt Drolshagen.
Neben diesen Ortschaften gehört ein Großteil von Olpe und Attendorn zum Einzugsgebiet der Bigge. Ausnahmen bilden im Nordosten von Olpe die Ortschaften Neuenwald, Tecklinghausen, Fahlenscheid, Apollmicke und Oberveischede. Diese Dörfer gehören zum Einzugsgebiet der benachbarten Veischede.
Ausnahmen im Osten Attendorns sind Rieflinghausen, Hofkühl, Repe, Mecklinghausen, Helden, Niederhelden, Röllecken, Dünschede, Silbecke, Borghausen und St. Claas sowie im Nordwesten Attendorns Neuenhof, Nuttmecke, Lichtringhausen und Hebberg. Diese Ortschaften haben jeweils Anteil am Einzugsgebiet der benachbarten Repe und Else.
Weitere Ortschaften, die in Kreis Olpe Anteil am Einzugsgebiet der Bigge haben, sind die Finnentroper Ortsteile Hollenbock, Sange, Illeschlade, Heggen, Schloss Ahausen, Altfinnentrop und Dahm.
Dies ergibt innerhalb vom Kreis Olpe eine Einwohnerzahl von über 78.000 Einwohnern. Oben drauf kommen noch Anteile von der märkischen Stadt Meinerzhagen, wie Valbert, Elminghausen und weitere Dörfer, die von über 2.200 Einwohnern besiedelt werden.
Die Einwohnerzahl des Kreises Olpe ist also höher als 80.000 und macht eine Einwohnerdichte von fast 220 Einwohnern pro Quadratkilometer aus. Verglichen dazu ist das Einzugsgebiet der Bigge etwas dichter besiedelt als die Gemarkung von Kreis Olpe aber fast halb so dünn wie jene Gemarkung des Märkischen Kreises.

### Nutzung
Das Einzugsgebiet hat folgende Nutzungsstruktur:
- 5,9 % – Siedlungs- und Verkehrsflächen
- 0,8 % – industrielle und gewerbliche Flächen
- 2,4 % – Wasserflächen
- 47,5 % – Waldflächen
- 43,4 % – landwirtschaftliche Flächen[9]

### Hydrologie
Durch das abfließende Wasser vom Biggesee, der eine mittlere Abflussmenge von 8,65 m³/s hat, dienen Bigge und Lenne dem Ruhrverband zur geregelten Wasserversorgung des Ruhrgebiets über die Ruhr, zu deren Flusssystem beide zählen.

## Schutzgebiete
Die Biggequelle liegt im Naturschutzgebiet (NSG) Biggequellgebiet. Die Bigge fließt im Gebiet der Gemeinde Wenden abschnittsweise im NSG Biggetal sowie in jenem der Stadt von Attendorn teilweise im NSG Auwald Biggen und im NSG Ahauser Klippen und Stausee. In der Gemeinde Finnentrop grenzt sie an das NSG Hohe Ley.